# Mambo (CMS)
Criado pela empresa Miro International no início de 2000 (versão 1.0), o Mambo como originalmente era conhecido, sempre foi desenvolvido com o pretensão de ser um dos melhores CMS (Content Management Systems), gerenciadores de conteúdo para web e também desmistificar que grandes produtos não podem ser realizados sob a bandeira do FLOSS (Free/Livre Open Source Software), inclusive não deixando nada a desejar para aplicações comerciais/proprietárias. Com um corpo técnico para o desenvolvimento de aplicações baseadas no conjunto AMP (Apache, MySQL e PHP), a empresa lançou sucessivas versões até atingir um nível alto de qualidade e eficiência, que no ano de 2005 foi escolhido na Linux World de Boston como o Best Open Source Solution e também como Best Overall Industry Solution, atestando assim sua qualidade tanto para a comunidade de usuários quanto para o mercado corporativo.
Atualmente o Mambo Server é utilizado por milhares de pessoas e empresas ao redor do mundo; desde os mais simples websites pessoais até grandes portais de empresas como Porsche e Mitsubishi aproveitam-se das facilidades disponíveis na ferramenta para publicar, diariamente, milhares de páginas web com os mais diversos conteúdos.
Além de seu uso, o Mambo Server mantém uma comunidade ativa ao redor do projeto que conta com mais de vinte mil desenvolvedores, mil projetos abertos e algo em torno de vinte e três mil usuários de seus fóruns de discussão relacionados a questões que vão desde a forma de licenciamento quanto o desenvolvimento ou suporte para plataformas específicas.
O grupo que trabalha diretamente no desenvolvimento do Mambo Server é dividido em vários times que cuidam das novas versões, documentação, testes, suporte e outras áreas. Então, com estes  times trabalhando paralelamente é possível manter o produto operacional enquanto novas funcionalidades vão sendo desenvolvidas.
Junto com estes times existem vários outros formados por pessoas que trabalham, por exemplo, com a sua internacionalização (vários idiomas) e também em outras áreas como componentes de terceiros e legislação. Estas divisões são necessárias devido a grandiosidade da ferramenta e devido a forma de trabalho colaborativo imposta pelo modelo FLOSS.
Depois de algum tempo de desenvolvimento do Mambo, um grupo de desenvolvedores se separou do grupo principal e criaram uma nova ferramenta muito semelhante ao Mambo: o Joomla!.